# (308933) 2006 SQ372
(308933) 2006 SQ372 er et lille trans-neptunsk objekt, som blev opdaget i forbindelse med Sloan Digital Sky Survey-projektet af Andrew Becker og Nathan Kaib samt andre kollegaer.
Objektet udmærker sig ved at have en ekstrem elliptisk bane, som bringer objektet ud i en afstand på omkring 2.000 AU ved aphelium. Objektet blev første gang fotograferet mellem den 27. september og 21. oktober 2006, og senere observationer har bekræftet opdagelsen. 
Da objektet blev opdaget, befandt det sig omkring 3,2 mia. kilometer fra Solen, hvilket er en smule nærmere end planeten Neptun. Det anslås, at 2006 SQ372 er mellem 50 og 100 km i diameter og primært består af is og klippestykker. Objektet kan teoretisk set være en komet, som opdagerne af 2006 SQ372 mener kan stamme fra Oortskyen, men andre forskere, såsom Michael Brown fra Caltech, overvejer den mulighed, at objektet er dannet et sted i Kuiperbæltet og senere er blevet 'sparket' ud i sin ekstreme bane af en planet, enten Neptun eller Uranus.
Der findes et andet kendt objekt, Sedna, som har en bane, som minder om 2006 SQ372's. Sedna har også en meget elliptisk bane, som bringer den ud i en afstand af omkring 975 AU. Det er muligt, at begge disse objekter er blevet påvirket af den samme effekt, som har gjort, at deres baner er blevet ekstremt elliptiske. Der er dog den forskel, at Sedna med en diameter på mellem 1200 og 1800 km er meget større.